# Agrostis verticillata
Agrostis verticillata é uma espécie de gramínea do gênero Agrostis, pertencente à família Poaceae.